# Heinz Schnorpfeil Bau
Die Heinz Schnorpfeil Bau GmbH mit Sitz im rheinland-pfälzischen Treis-Karden ist ein in Familienbesitz befindliches Bauunternehmen, welches schwerpunktmäßig im Straßen- und Ingenieurbau aktiv ist.

## Geschichte
Das heutige Unternehmen ging aus einem 1948 durch Heinz Schnorpfeil gegründeten Fuhrbetrieb hervor. 1949 kam ein Steinbruch hinzu, in welchem unter anderem Material für den Straßenbau gefertigt wurde. In den 1950er Jahren stieg Schnorpfeil dann selbst in den Straßenbau ein. Um 1990 zog sich der Gründer aus der Geschäftsführung des von ihm gegründeten Unternehmens zurück und übergab die Verantwortung an seine Söhne Elmar, Hans-Peter und Christoph Schnorpfeil. In den 2010er Jahren kam es zu einer Aufspaltung der Unternehmensgruppe. Die vormalige Niederlassung Trier wurde in die Christoph Schnorpfeil GmbH ausgegliedert. Das Unternehmen am Hauptsitz Treis-Karden mit Niederlassungen in Köln und Mörfelden-Walldorf firmierte unter Führung von Elmar und Hans-Peter Schnorpfeil weiterhin als Heinz Schnorpfeil Bau GmbH.

## Tätigkeitsbereiche
Schwerpunkte sind der Straßen- und Ingenieurbau. Hinzu kommen weitere verwandte Bereiche wie der Bau von Start- und Landebahnen an Flughäfen. Über Tochterunternehmen werden Schutzwände gebaut, Baustoffe produziert sowie das Baustoffrecycling betrieben.